# Molly Mus
Molly Mus (engelska: Maisy Mouse) är en fiktiv mus som förekommer i en bildbokserie av den brittiske författaren Lucy Cousins. Molly Mus har också blivit animerad TV-serie av Nickelodeon (1999–2005).

## Böcker på svenska
| Molly på lekplatsen (1999)             | Molly badar (1999)           | Mollys kalender 2000 (1999) |
| Mollys födelsedag (2000)               | Mollys jul (2000)            | Molly på landet (2000)      |
| Molly ska sova (2000)                  | Var är Mollys vänner? (2000) | Lek med Molly (2001)        |
| Mollys bondgård (2001)                 | Vad kör Molly? (2001)        | Var är Mollys panda? (2001) |
| Molly året runt (2002)                 | Mollys pysselbok (2002)      | Full fart, Molly! (2003)    |
| Var är Molly nu? (2003)                | Molly hittar en skatt (2004) | Molly tältar (2004)         |
| Hit och dit med Molly (2005)           | Kom hem till Molly! (2005)   |                             |
| Molly klär ut sig (2006)               | Tanden är lös, Molly! (2006) | Lek med Molly (2007)        |
| Mollys Babybok : mitt första år (2007) | Mollys Ordbok (2007)         | Kvack kvack, Molly (2008)   |
| Mollys hus och trädgård (2008)         | Mollys naturskola (2008)     | Mums mums, Molly (2008)     |
| Tutelitut, Molly (2008)                | Molly bakar (2009)           | Mollys julafton (2009)      |
| På Mollys gata (2009)                  | Molly flyger och far (2010)  | Molly på semester (2010)    |
| Mollys show (2010)                     | Molly i staden (2011)        | Mollys första färger (2013) |
| Molly räknar 1 2 3 (2013)              |                              |                             |